# Sender Riedlingen (Österberg)
Der Sender Riedlingen (Österberg) ist ein Füllsender für Hörfunk. Er befindet sich auf dem Österberg, einer bewaldeten Erhebung etwa zwei Kilometer westlich der Riedlinger Innenstadt. Als Antennenträger kommt ein 69 Meter hoher, freistehender Stahlfachwerkturm zum Einsatz. Von den beiden Sendehäusern wird nur das verwendet, an dem die Überleitung zum Sendemast erfolgt. Das andere trägt eine Umspannstation der EnBW von dem der Sendemast mit Elektrizität versorgt wird. Die Energiezuleitung erfolgt über ein Kabel aus Riedlingen.
Von hier aus wird die Stadt Riedlingen und die nahe Umgebung mit dem Rundfunkprogramm Donau 3 FM versorgt.

## Frequenzen und Programme

### Analoges Radio (UKW)
Beim Antennendiagramm sind im Falle gerichteter Strahlung die Hauptstrahlrichtungen in Grad angegeben.
| Frequenz (MHz) | Logo | Sendername | RDS (PS) | RDS (PI) | Regionalisierung | ERP (kW) | Antenne | Pol |
| -------------- | ---- | ---------- | -------- | -------- | ---------------- | -------- | ------- | --- |
| 106,20         |      | Donau 3 FM | DONAU3FM | 1701     |                  | 0,5      | rund    | H   |

## Bildergalerie

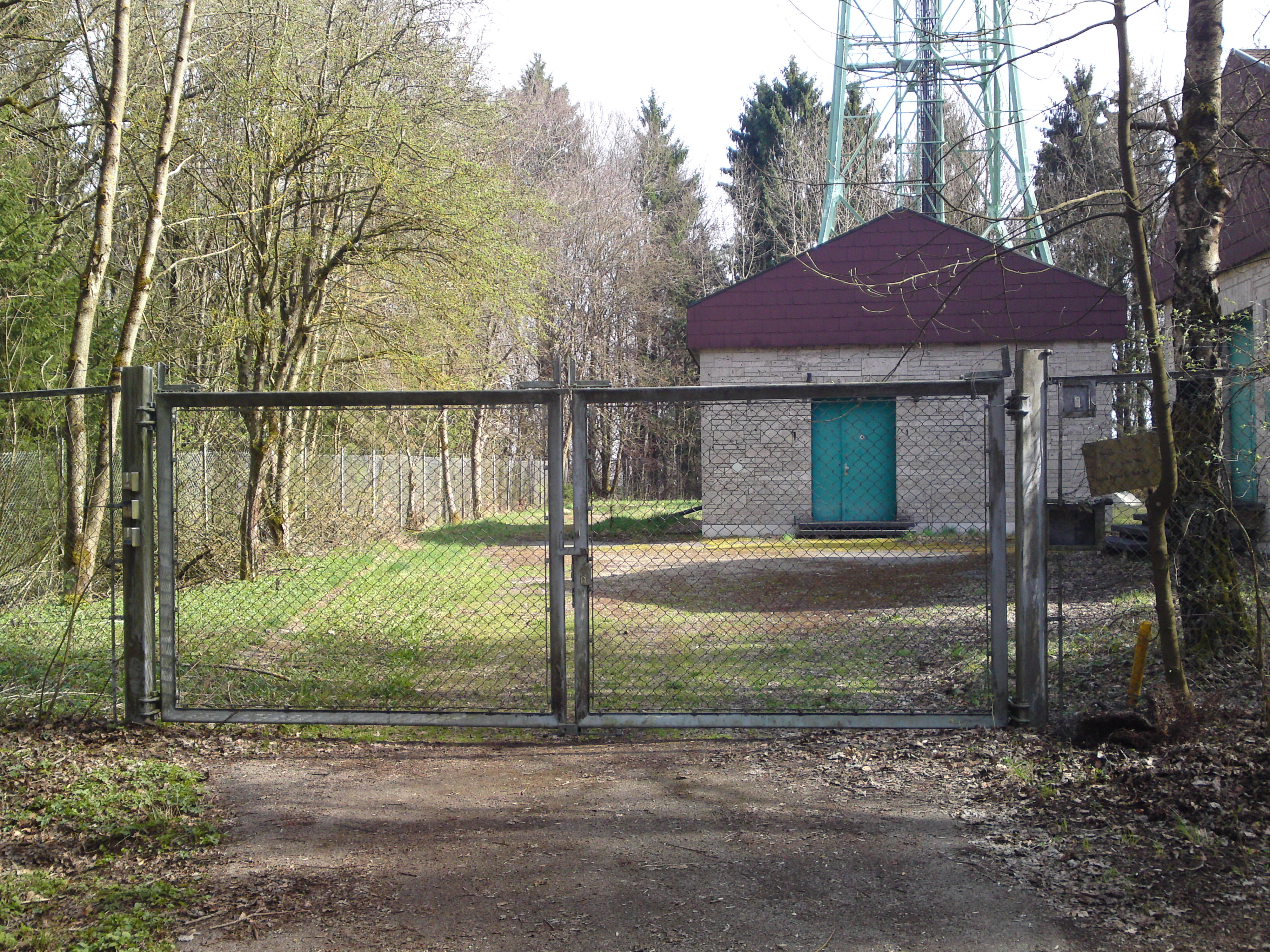
Eingang zum Sender Riedlingen auf dem Österberg bei Grüningen
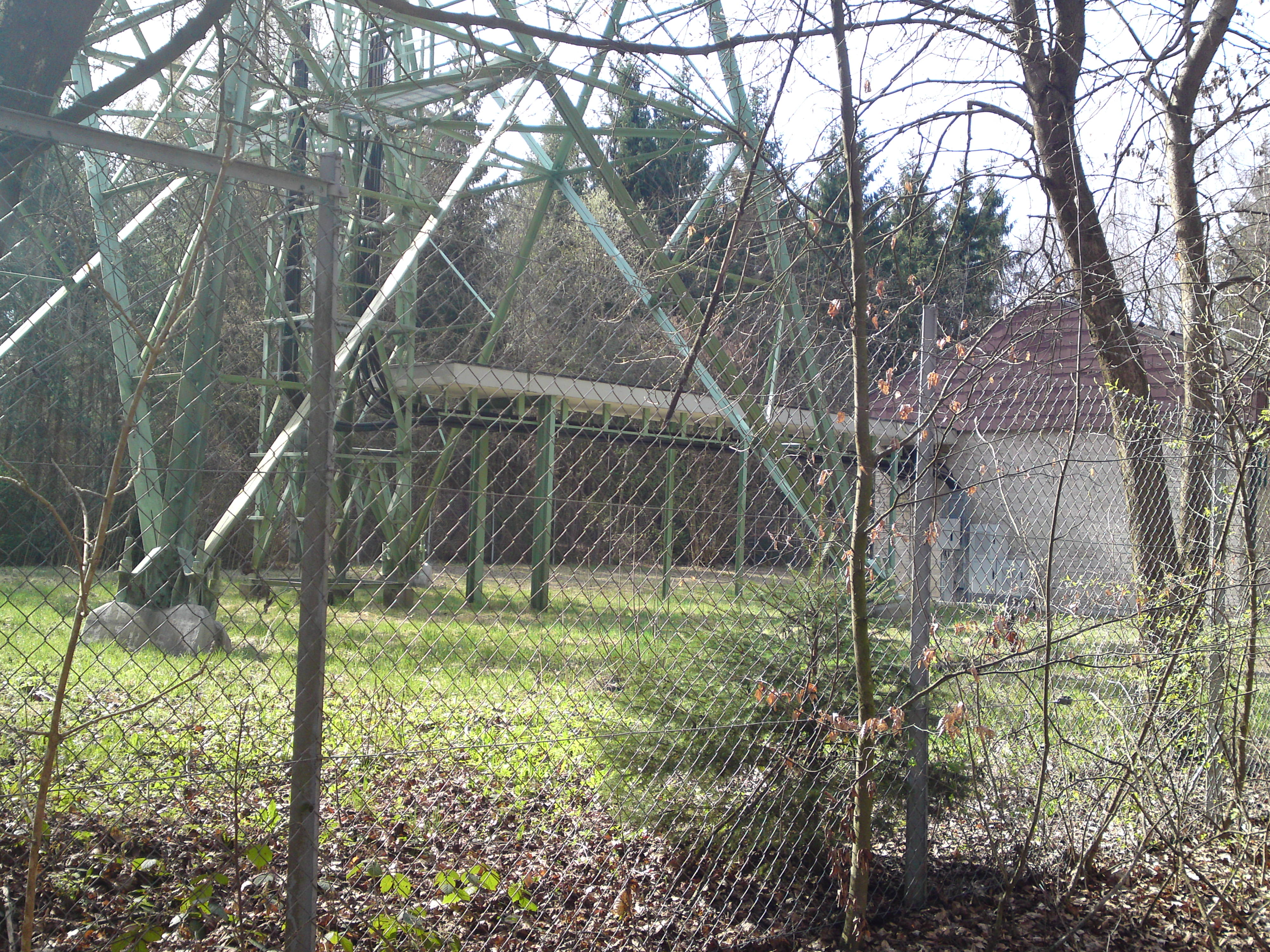
Zuleitung vom Senderhaus zum Sendemast am Sender Riedlingen
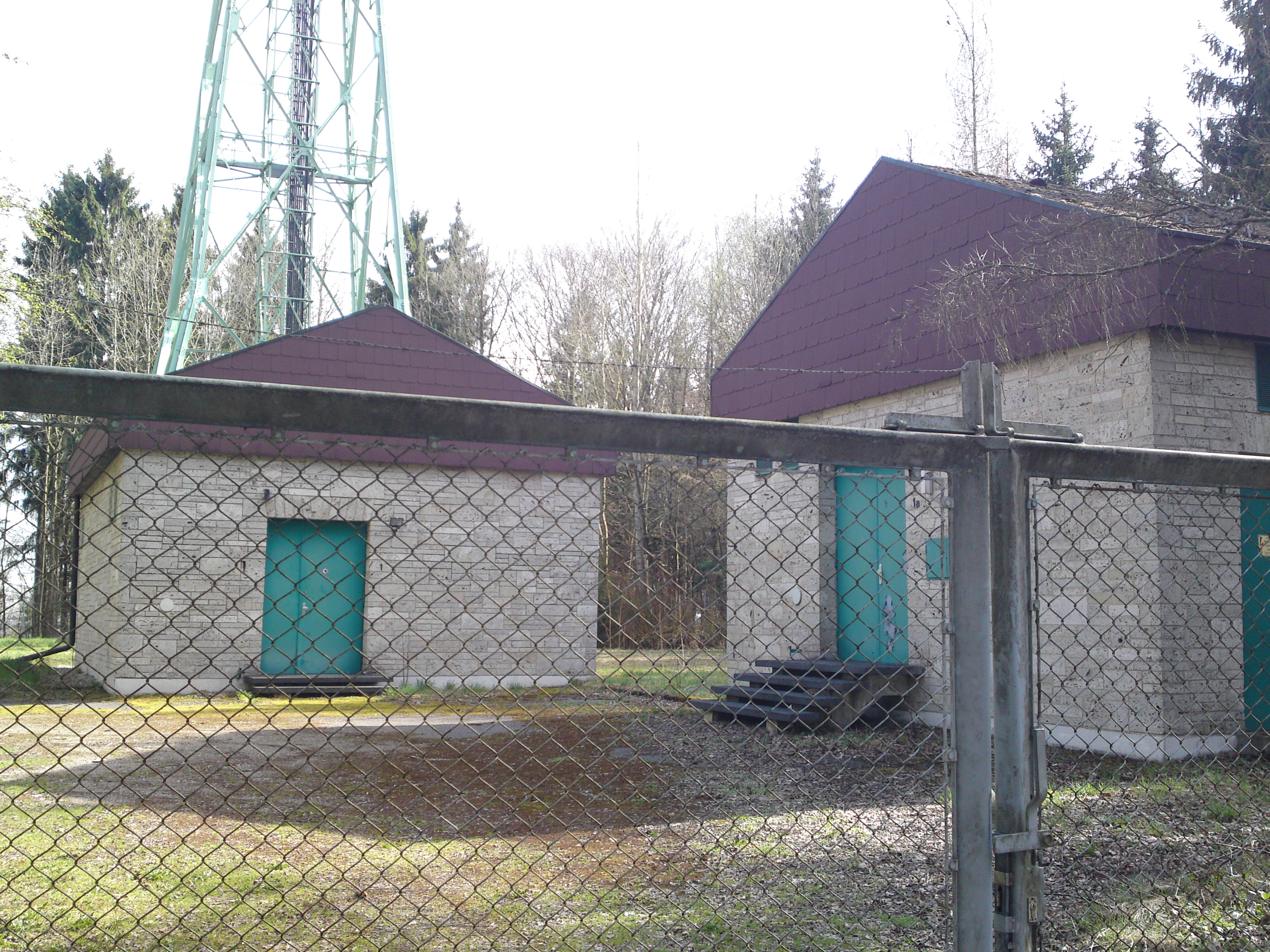
Die zwei Senderhäuser am Sender Riedlingen